# Dražemanski Mali
Koordinati:   43°45′42″N, 15°40′30″E
Dražemanski Mali je majhen nenaseljen otoček v Jadranskem morju, ki pripada Hrvaški.
Površina otočka meri 0,027 km². Dolžina obalnega pasu je 0,61 km. Otoček leži jugovzhodno od rta Rat, ki se nahaja na otoku Murter. Od rta je oddaljen okoli 0,5 km. Jugojugovzhodno, okoli 0,3 km, od otočka Dražemanski Mali, leži Dražemanski Veliki.